# Hipparion
Hipparion (Hy Lạp, "con ngựa") là một loài ngựa đã tuyệt chủng từng sống ở Bắc Mỹ, Châu Á, Châu Âu và Châu Phi trong suốt thế Trung Tân đến thế Canh Tân vào khoảng 781.000 năm trước, tồn tại trong 22 triệu năm.
Môi trường sống của loài này thường là khu vực không rừng, đồng cỏ hay thảo nguyên.

## Phân loại
Hipparion được đặt tên bởi de Christol (1832) và được gắn với European H. prostylum. Nó cũng được phân loại là Equidae bởi de Christol (1832), Thurmond và Jones (1981) và Carroll (1988); và là Hipparionini bởi MacFadden (1998).

## Hình thái học
Hipparion giống với ngựa hiện đại, nhưng vẫn có dấu vết của 2 ngón cái không chạm đất trong khi ngựa thường chỉ có móng. Hipparion cao khoảng 1,4 m (4,6 ft) ở vai và 1,8 m (6 ft) đến đỉnh đầu. Phân tích cho thấy các con vật này có thể chạy nhanh bằng ngựa thuần chủng hiện nay, với vận tốc tối đa khoảng 65 – 72 km/h

### Khối lượng cơ thể
Ba mẫu vật đã được xem xét bởi Legendre và Roth cho khối lượng cơ thể.
- Mẫu vật 1 nặng xấp xỉ 118.9 kg (260 lb)
- Mẫu vật 2 nặng xấp xỉ 69.4 kg (150 lb)
- Mẫu vật 3 nặng xấp xỉ 62.8 kg (140 lb)

## Các loài
- H. concudense Pirlot, 1956
- H. dietrichi Wehrli, 1941
- H. fissurae Crusafont và Sondaar, 1971
- H. forcei Richey, 1948
- H. laromae Pesquero et al., 2006
- H. lufengense Sun, 2013[6]
- H. molayanense Zouhri, 1992
- H. phlegrae Lazaridis and Tsoukala, 2014[7]
- H. prostylum Gervais, 1849
- H. sellardsi Matthew and Stirton, 1930

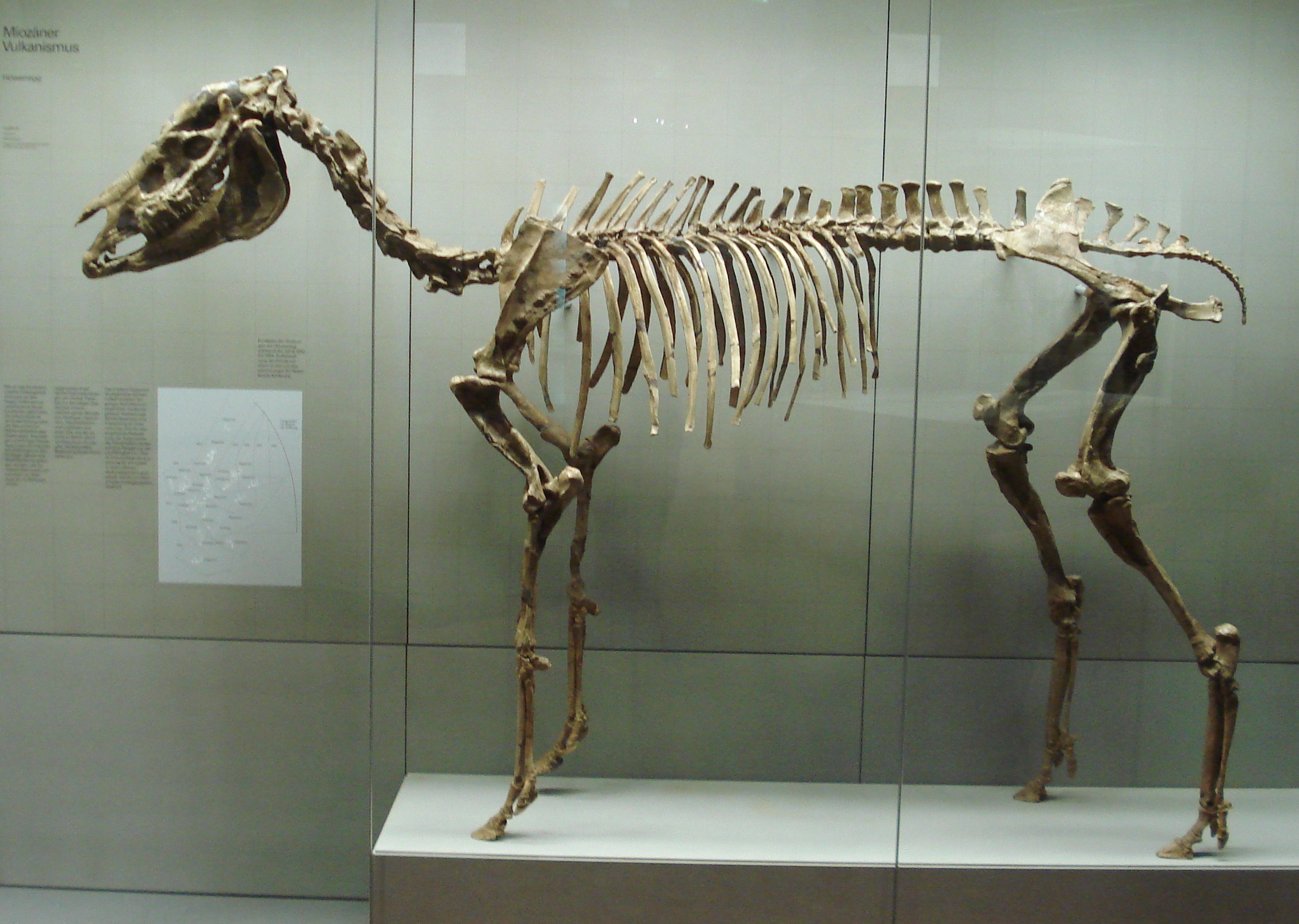
Hóa thạch của Hipparion

- H. shirleyae MacFadden, 1984
- H. tehonense Merriam, 1916